# Obrněný vůz Kubuś

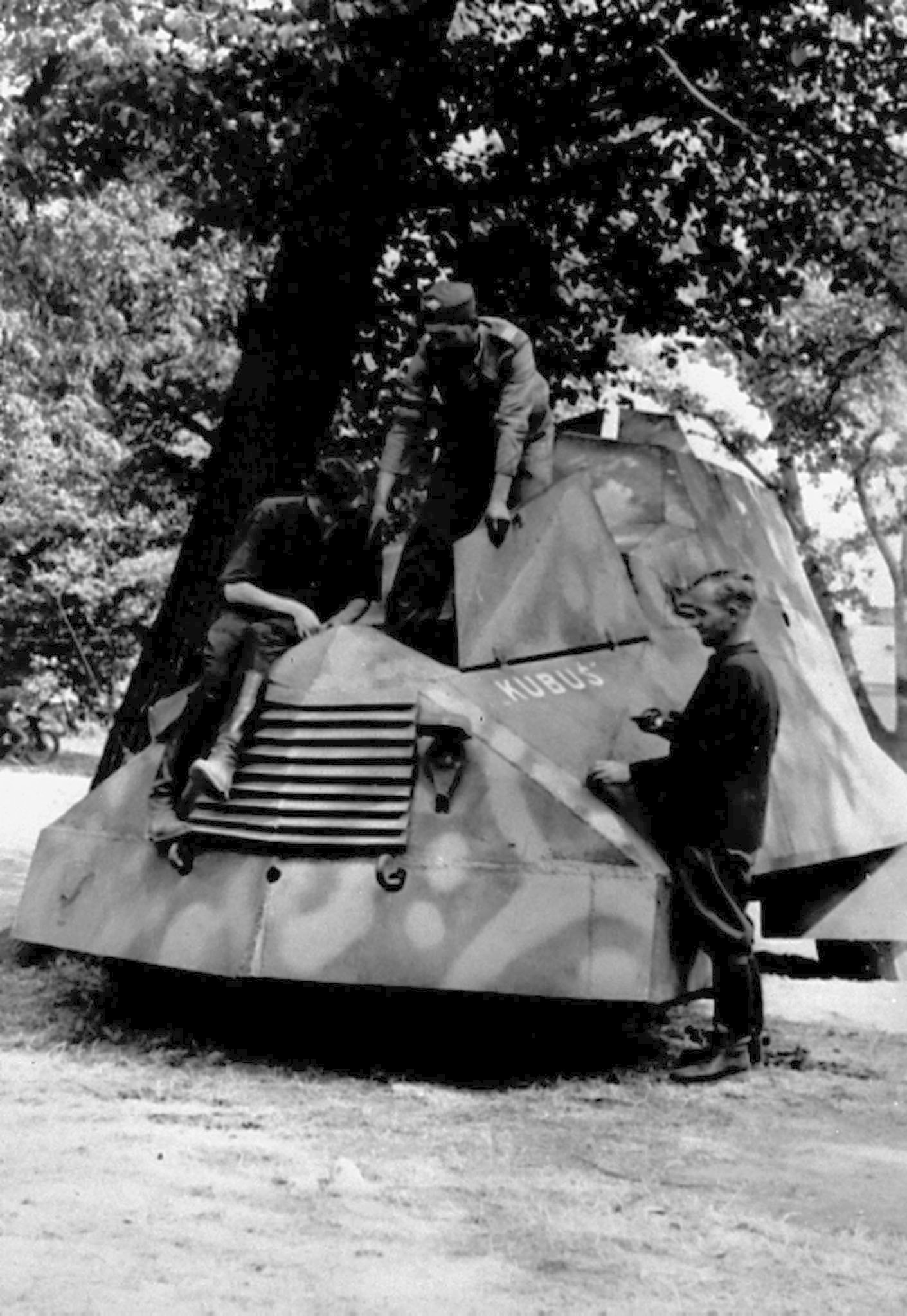
Kubuś připravovaný k boji

Kubuś (Kubík) byl improvizovaný obrněný automobil (resp. malý obrněný transportér) polské konstrukce, vyrobený za druhé světové války v jediném exempláři varšavskými povstalci. Zprovozněn byl 23. srpna 1944 a účastnil se bojů až do 6. září, kdy byl posádkou na ústupu zneschopněn boje a opuštěn.
V současné době existují dva exempláře: částečně zrestaurovaný originál, který se nachází v Muzeu Polské armády ve Varšavě a je nejstarším dochovaným originálem obrněného vozu polské konstrukce, a kopie vyrobená Juliuszem Siudzińským, vystavená od roku 2004 v Muzeu varšavského povstání. Replika je kompletní a pojízdná a účastní se občas i různých slavností a jízd.

## Stavba

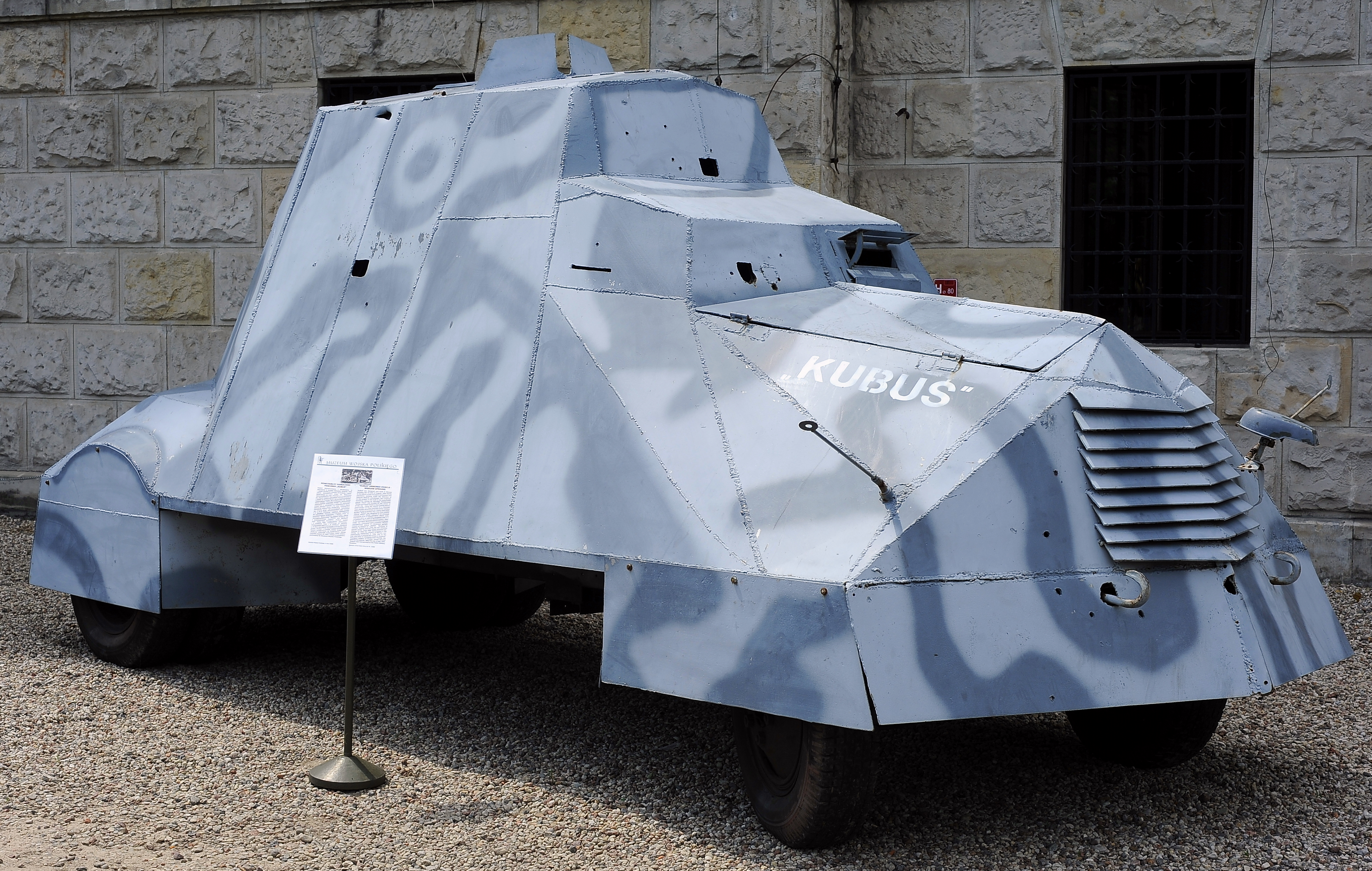
Originál v Muzeu Polské armády

O jeho zbudování bylo rozhodnuto 8. srpna, výroba probíhala od 10. srpna za extrémně těžkých podmínek v automobilce Lilpop, Rau i Loewenstein, konstruktérem byl Walerian Bielecki „Jan“. Podvozek byl převzat z vozu Chevrolet 157 o nosnosti 3 tun. Jméno obdržel podle krycího jména manželky vrchního inženýra „Globuse“, která padla v průběhu výroby vozu.
Výsledná konstrukce byla schopná ochránit osádku před lehkými zbraněmi a ručními granáty, rozhodně ale nebyla připravena odolávat protitankovým zbraním či jiné obrněné technice. Plně obsazený vůz zahrnoval velitele vozu (Tadeusz Zieliński „Miś”), řidiče a až deset mužů výsadku. Výzbroj tvořil kulomet DP, plamenomet vzoru K a osobní zbraně a ruční granáty osádky.

## Nasazení
Vůz byl zprovozněn 23. srpna, jeho nejdůležitější akce byly dva útoky na Varšavskou univerzitu (23. srpna a 2. září), které podporoval společně s SdKfz 251/1 Ausf. D „Jaś“/„Szary Wilk“ (především pro tento úkol byl vlastně postaven). Oba pokusy skončily neúspěchem, neboť transportéry sice splnily svůj účel a dokázaly dopravit výsadky na vytipovaná místa univerzitního areálu, ale síla těchto výsadků nebyla dostatečná k tomu, aby zadaný úkol splnily.
6. září byl na ústupu, během kterého ho povstalci nemohli vzít s sebou, vyřazen vlastní posádkou z boje.

## Odkazy

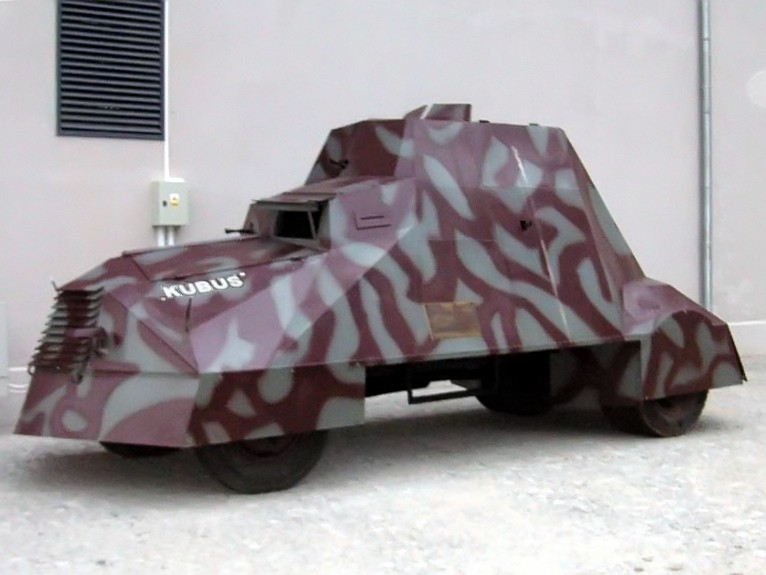
Replika v Muzeu varšavského povstání